# Daihiniella bellicosa
Daihiniella bellicosa is een rechtvleugelig insect uit de familie grottensprinkhanen (Rhaphidophoridae). De wetenschappelijke naam van deze soort is voor het eerst geldig gepubliceerd in 1894 door Scudder.